# Arkadiusz Milik
Arkadiusz Krystian "Arek" Milik (kiejtése: [arˈkadjuʂ ˈmilik]; Tychy, 1994. február 28.–) lengyel labdarúgó, az olasz Juventus játékosa.

## Pályafutása

### Rozwój Katowice
Karrierjét a Rozwój Katowice utánpótláscsapataiban kezdte. 16 évesen tűnt fel tehetségével. A 2009–10-es szezonban a tartalékcsapat játékosa volt. 2010. október 23-án mutatkozott be a harmadosztályban, első mérkőzésén két gólt is szerzett a KS Krasiejów ellen, a végeredmény 4–0 lett. Novemberben próbajátékon volt a Górnik Zabrze csapatánál, a klub tartalékcsapatában két mérkőzésen szerepelt és egy gólt szerzett. Télen csapattársával, Wojciech Króllal együtt próbajátékra hívta a Tottenham Hotspur és a Reading FC csapata is, de ő maradt Lengyelországban. Ugyancsak soraiban látta volna szívesen őket a Legia Warszawa. Milik maradt csapatánál, a szezon végén 10 mérkőzés és 4 gól volt statisztikájában.

### Górnik Zabrze
2011. július 1-jével Milik and Król egyéves szerződést kötött a Górnik Zabrze csapatával, az átigazolás összege 500 000 złoty volt. Milik bemutatkozása az Ekstraklasában július 31-én volt, a végeredmény 1–1 lett a Śląsk Wrocław ellen. Az 53. percben állt be csereként Daniel Gołębiewski helyett.

### Bayer Leverkusen
2012. december 17-én jelentette be a Bayer Leverkusen hogy 2018 nyaráig szóló szerződést kötött Milikkel. Az átigazolás díja 2,6 millió euró volt.

#### FC Augsburg (kölcsön)
2013. augusztus 30-án egy évre kölcsönvette az FC Augsburg. Az idényben 18-szor lépett pályára, de csak ötször volt kezdő. Két gólt szerzett, az egyik egy 88. percben szerzett egyenlítő gól volt a Borussia Mönchengladbach ellen

#### Ajax (kölcsön)
2014. május 15-én újabb kölcsönadásról írt alá szerződést, a következő idényben a holland bajnok Ajax Amsterdam játékosa lett. A szerződésben vételi opció is volt 2015 nyarán. Egy szeptemberi kupamérkőzésen hat gólt szerzett. Az egész idényben sikeresen szerepelt, 21 bajnoki mérkőzésen 11 gólt szerzett.

### Ajax Amsterdam
2015. április elsején az Ajax élt opciós jogával és négyéves szerződést kötött Milikkel, aki ezzel végleg elhagyta a Bayer Leverkusent.  A 2015-16-os idényben 31 fellépésen 21 gólig jutott, ezzel a góllövő lista második helyén zárt a holland bajnokságban. 2016 augusztus 1-én az olasz SSC Napoli szerződtette 25 millió euróért, öt évre.

## A válogatottban
2012. október 12-én mutatkozott be a lengyel válogatottban Dél-Afrika ellen. December 14-én szerezte első válogatott gólját egy Macedónia. elleni barátságos mérkőzésen.

### UEFA Euro 2016
2014. október 11-én Milik szerezte az első gólt a világbajnok Németország felett aratott 2–0-s győzelem alkalmával a 2016-os Eb selejtezőjén. Ez volt Lengyelország első győzelme Németország ellen. A németek ráadásul a megelőző 19 mérkőzésükön veretlenek voltak, selejtezőben pedig 33 mérkőzés óta.
Milik jó csatársort alkotott Robert Lewandowskival az Eb-selejtezőkön, további három mérkőzésen is gólt szerzett.

## Magánélete
Milik barátnője a lengyel modell Jessica Ziółek.

## Statisztikák

### Klub mérkőzések
| Klub                  | Bajnokság   | Szezon    | Bajnokság | Bajnokság | Kupa  | Kupa | Európa | Európa | Összesen | Összesen |
| Klub                  | Bajnokság   | Szezon    | Mérk.     | Gól       | Mérk. | Gól  | Mérk.  | Gól    | Mérk.    | Gól      |
| --------------------- | ----------- | --------- | --------- | --------- | ----- | ---- | ------ | ------ | -------- | -------- |
| Rozwój Katowice       | III liga    | 2010–11   | 10        | 4         | 0     | 0    | –      | –      | 10       | 4        |
| Total                 | Total       | Total     | 10        | 4         | 0     | 0    | –      | –      | 10       | 4        |
| Górnik Zabrze         | Ekstraklasa | 2011–12   | 24        | 4         | 1     | 0    | –      | –      | 25       | 4        |
| Górnik Zabrze         | Ekstraklasa | 2012–13   | 14        | 7         | 1     | 1    | –      | –      | 15       | 8        |
| Górnik Zabrze         | Total       | Total     | 38        | 11        | 2     | 1    | –      | –      | 40       | 12       |
| Bayer 04 Leverkusen   | Bundesliga  | 2012–13   | 6         | 0         | 0     | 0    | 2      | 0      | 8        | 0        |
| FC Augsburg (kölcsön) | Bundesliga  | 2013–14   | 18        | 2         | 2     | 0    | –      | –      | 20       | 2        |
| Ajax (kölcsön)        | Eredivisie  | 2014–15   | 21        | 11        | 4     | 8    | 9      | 4      | 34       | 23       |
| Ajax                  | Eredivisie  | 2015–16   | 31        | 21        | 2     | 0    | 9      | 3      | 42       | 24       |
| Ajax                  | Total       | Total     | 52        | 32        | 6     | 8    | 18     | 7      | 76       | 47       |
| SSC Napoli            | Serie A     | 2016-2017 | 17        | 5         | 2     | 0    | 4      | 3      | 23       | 8        |
| SSC Napoli            | Serie A     | 2017-2018 | 15        | 5         | -     | -    | 2      | 1      | 17       | 6        |
| SSC Napoli            | Serie A     | 2018-2019 | 35        | 17        | 2     | 1    | 10     | 2      | 47       | 20       |
| SSC Napoli            | Serie A     | 2019-2020 | 26        | 11        | 4     | 0    | 5      | 3      | 35       | 14       |
| SSC Napoli            | Total       | Total     | 93        | 38        | 8     | 1    | 21     | 9      | 122      | 48       |
| Olympique Marsylia    | Ligue 1     | 2020-2021 | 15        | 9         | 1     | 1    | -      | -      | 16       | 10       |
| Olympique Marsylia    | Ligue 1     | 2021-2022 | 22        | 7         | 5     | 10   | 10     | 8      | 36       | 20       |
| Olympique Marsylia    | Total       | Total     | 37        | 16        | 6     | 11   | 10     | 8      | 52       | 30       |
| Összesen              | Összesen    | Összesen  | 254       | 103       | 23    | 16   | 51     | 24     | 328      | 143      |

- Voetbal International profile Archiválva 2014. december 23-i dátummal a Wayback Machine-ben (hollandul)
- Arkadiusz Milik at 90minut.pl  (lengyelül)

### A válogatottban
| Válogatott    | Év       | Pályára lépés | Gól |
| ------------- | -------- | ------------- | --- |
| Lengyelország | 2012     | 4             | 1   |
| Lengyelország | 2013     | 2             | 0   |
| Lengyelország | 2014     | 8             | 5   |
| Lengyelország | 2015     | 8             | 4   |
| Lengyelország | 2016     | 11            | 1   |
| Lengyelország | 2017     | 3             | 1   |
| Lengyelország | 2018     | 9             | 1   |
| Lengyelország | 2019     | 4             | 1   |
| Lengyelország | 2020     | 7             | 1   |
| Lengyelország | 2021     | 5             | 1   |
| Lengyelország | 2022     | 5             | 0   |
| Lengyelország | 2023     | 2             | 1   |
| Összesen      | Összesen | 69            | 17  |

#### Góljai a válogatottban
| #  | Időpont             | Helyszín                                           | Ellenfél        | Gólok | Eredmény | Kiírás                                     |
| -- | ------------------- | -------------------------------------------------- | --------------- | ----- | -------- | ------------------------------------------ |
| 1  | 2012. december 14.  | Mardan Sports Complex, Aksu, Törökország           | Észak-Macedónia | 1–0   | 4–1      | Barátságos mérkőzés                        |
| 2  | 2014. június 6.     | Stadion Energa, Gdańsk, Lengyelország              | Litvánia        | 1–1   | 2–1      | Barátságos mérkőzés                        |
| 3  | 2014. október 11.   | Nemzeti Stadion, Varsó, Lengyelország              | Németország     | 1–0   | 2–0      | 2016-os EB-selejtező                       |
| 4  | 2014. október 14.   | Nemzeti Stadion, Varsó, Lengyelország              | Skócia          | 2–2   | 2–2      | 2016-os EB-selejtező                       |
| 5  | 2014. november 14.  | Borisz Paicsadze Stadion, Tbiliszi, Grúzia         | Grúzia          | 4–0   | 4–0      | 2016-os EB-selejtező                       |
| 6  | 2014. november 18.  | Városi Stadion, Wrocław, Lengyelország             | Svájc           | 2–1   | 2–2      | Barátságos mérkőzés                        |
| 7  | 2015. június 13.    | Nemzeti Stadion, Varsó, Lengyelország              | Grúzia          | 1–0   | 4–0      | 2016-os EB-selejtező                       |
| 8  | 2015. szeptember 7. | Nemzeti Stadion, Varsó, Lengyelország              | Gibraltár       | 5–0   | 8–1      | 2016-os EB-selejtező                       |
| 9  | 2015. szeptember 7. | Nemzeti Stadion, Varsó, Lengyelország              | Gibraltár       | 7–0   | 8–1      | 2016-os EB-selejtező                       |
| 10 | 2015. november 17.  | Városi Stadion, Wrocław, Lengyelország             | Csehország      | 1–0   | 3–1      | Barátságos mérkőzés                        |
| 11 | 2016. június 12.    | Stade de Nice, Nizza, Franciaország                | Észak-Írország  | 1–0   | 1–0      | 2016-os EB                                 |
| 12 | 2017. szeptember 4. | Nemzeti Stadion, Varsó, Lengyelország              | Kazahsztán      | 1–0   | 3–0      | 2018-as VB-selejtező                       |
| 13 | 2018. november 20.  | Estádio D. Afonso Henriques, Guimarães, Portugália | Portugália      | 1–1   | 1–1      | 2018–2019-es UEFA Nemzetek Ligája (A liga) |
| 14 | 2019. október 13.   | Nemzeti Stadion, Varsó, Lengyelország              | Észak-Macedónia | 2–0   | 2–0      | 2020-as EB-selejtező                       |
| 15 | 2020. október 7.    | Stadion Energa, Gdańsk, Lengyelország              | Finnország      | 5–1   | 5–1      | Barátságos mérkőzés                        |
| 16 | 2021. november 12.  | Estadi Nacional, Andorra la Vella, Andorra         | Andorra         | 3–1   | 4–1      | 2022-es VB-selejtező                       |
| 17 | 2023. június 20.    | Zimbru Stadion, Chișinău, Moldova                  | Moldova         | 1–0   | 2–3      | 2024-es EB-selejtező                       |

## Sikerei, díjai
- SSC Napoli
  - Olasz kupa: 2019–20

- Juventus
  - Olasz kupa: 2023–24